# Тосп
Тосп — второй гавар провинции Васпуракан Великой Армении. Располагался на восточном берегу озера Ван. В области находились несколько городов: Ван, Артамет и Лезк. Граничил на юге с гаваром Гукан, на востоке с гаваром  Ервандуник, Арчишаковит и с севера Багуник и Палуаник. Этот гавар считается местом зарождения государства Урарту и резиденцией князей Арцруни.

## Внешние ссылки
- К ГЛАВЕ 44